# En vivo: Parque La Bandera
En Vivo: Parque La Bandera es un álbum lanzado por Illapu el año 1989, consistente en su primer concierto de su vuelta del exilio el 24 de septiembre de 1988. El concierto está muy apegado al contexto histórico, político y social de la época, con muchas cuotas de emoción y alegría por el regreso a Chile después de ocho años, y también está cargado de proclamas contra la dictadura de Augusto Pinochet y a favor del NO para el plebiscito por venir.

## Historia
Luego de 8 años de exilio en Europa y México Illapu regresó a Chile el 17 de septiembre de 1988 y de inmediato comenzó la planificación de un concierto de reencuentro con el pueblo chileno y de apoyo al NO. Tal concierto se llevaría a cabo en el Parque La Bandera, ubicado en ese entonces en la comuna de San Ramón, en la zona sur Santiago de Chile; rodeado de barrios populares y poblaciones.
Al concierto asistieron más de 100.000 personas cargadas de banderas de Chile, el NO y los partidos políticos opositores a la dictadura. Sería una de las jornadas históricas del grupo, por lo cual fue grabada en vivo por Estudios Mix y sacada como disco al año siguiente.

## Contenido
La predominancia del concierto son los discursos políticos y sociales, acompañados de melodías complejas, grandes combinaciones de voces y ritmos contagiosos.
El acto parte con el tema Las obreras, seguido por la canción Cacharpaya del Pasiri, ambas de ritmos movidos e interpretadas con fuerza, provocando grandes aplausos al final de cada una de ellas.
Luego de un pequeño discurso de Andrés Márquez parte el tema Paloma vuela de nuevo, de ritmo bailable y temática sobre esperanza para afrontar los tiempos duros de la dictadura. Sigue la canción Baguala India, que toma su particularidad en el gran solo alto de Eric Maluenda en una parte del tema que desata la ovación cerrada del público. Luego parte Golpe Tocuyano, tema con el cual algunos integrantes se lucen ejecutando varios Cuatros venezolanos y que termina con el grupo cantando "Vamos a decir que No", sacando otra vez aplausos masivos. Al terminar la ovación parte Qué va a ser de ti, un tema sutilmente dedicado al dictador Pinochet y a su posible situación a futuro luego del triunfo popular. A esto le sigue el tema De Libertad y amor, de discurso provocador y mensaje de lucha esperanzador; luego la canción Para seguir viviendo, dedicada a Rodrigo Rojas De Negri, asesinado por la dictadura, y que termina con la frase "Rodrigo Rojas en llamas, tu voz seguirá viviendo...", desatando otra vez la ovación cerrada del público seguido por el característico grito de la época "y va a caer, y va a caer...". Al terminar el reconocimiento comienza Arauco de pie, tema dedicado al pueblo mapuche, interpretado con diversos instrumentos de aquella cultura como el cultrún, el trompe y la trutruca. Inmediatamente después parte Se están quedando solos, dedicado a los que están en el poder y al movimiento popular creciente, seguido por Cuarto reino, cuarto reich, que hace una analogía sobre la dictadura y los tiempos difíciles. El concierto termina con la canción Candombe para José, un símbolo de Illapu que hace cantar y bailar a la gente.

## Datos

### Lista de canciones
1. "Las obreras" (Folclore boliviano)
  - Álbum: Canto vivo - 1978
2. "Cacharpaya del Pasiri (Andrés Márquez)
  - Álbum: Canto vivo - 1978
3. "Paloma Vuela de Nuevo" (José Miguel Márquez)
  - Álbum: Para seguir viviendo - 1986
4. "Baguala India" (Osvaldo Torres, Roberto Márquez)
  - Álbum: Despedida del pueblo - 1976
5. "Golpe Tocuyano" (Folclore venezolano)
  - Álbum: De libertad y amor - 1984
6. "Qué Va a Ser de Ti" (Osvaldo Torres, Roberto Márquez)
  - Álbum: Para seguir viviendo - 1986
7. "De Libertad y Amor" (Osvaldo Torres, Roberto Márquez)
  - Álbum: De libertad y amor - 1984
8. "Para Seguir Viviendo" (V. Tapia, José Miguel Márquez)
  - Álbum: Para seguir viviendo - 1986
9. "Arauco de pie" (Roberto Márquez)
  - Álbum: El grito de la raza - 1979
10. "Se están quedando solos" (Osvaldo Torres)
  - Álbum: Para seguir viviendo - 1986
11. "Cuarto Reino, Cuarto Reich" (Osvaldo Torres, Roberto Márquez)
  - Álbum: Para seguir viviendo - 1986
12. "Candombe para José" (Roberto Ternán)
  - Álbum: Despedida del pueblo - 1976

### Músicos

#### Illapu
- Roberto Márquez
- Andrés Márquez
- Eric Maluenda
- Carlos Elgueta
- Raúl Acevedo

#### Participación Especial
- José Miguel Márquez
- Jaime Márquez